# 凡米特怪物
凡米特怪物（英文：Van Meter Monster）是指1903年起在美国爱荷华州凡米特镇持续出没的神秘动物名称。根据目击者的说法，凡米特怪物是一种类似人类、有着蝙蝠状翅膀、散发恶臭、头部的角顶端能够射出强光的生物。在怪物持续出没的同时，当地居民亦展开反击，一些目击者曾持枪射击怪物，但未有造成任何伤害。

## 历史
据记载，凡米特怪物最早记录可追溯至1903年9月29日，目击者US Griffith看见一只奇怪的动物从小镇屋顶掠过。第二天，即9月30日晚，目击者阿尔科特（Alcott）博士看见一只巨大的、长有蝙蝠翅膀、头顶额角发出刺眼光芒的双足动物，他近距离进行5次开火，但未有造成明显伤害。
下一个目击者是银行职员克拉伦斯·邓恩（Clarence Dunn），10月1日晚他在银行值班时看见一团耀眼的光芒，邓恩以防范盗匪的霰弹枪射击，光芒随后消失。当日晚另一名目击者O.V.White目击一个在电线杆休息的怪异生物，便向其射击，但只是惊醒怪物并且同时出现一股浓烈的气味。O.V.White的邻居西德尼·格雷格（Sidney Gregg）因骚动而查看情况，看见一只高8英尺、有着类似鹦鹉喙、如袋鼠般巨大的动物从电线杆跃下飞走。第二天克拉伦斯·邓恩在银行四周发现大量三趾脚印，他立刻制作了脚印石膏模型。据记载一名教师与其他一些目击者也目击到怪物，目击者们称其为“antediluvian monster”。
目击的最后地点位于城镇边缘的一处废弃煤矿，附近的工人听见持续出现的恐怖噪音。最终已经无法忍耐的当地居民组织一支民兵部队，于1903年10月2日抵达矿井对怪物进行伏击。他们发现共有共有两只怪物栖息于此，并与之展开交火。虽然战斗并未对怪物造成有效伤害，但成功迫使其逃回至矿井深处。第二天，即1903年10月3日，当地居民开始封锁矿井出口，阻止怪物逃脱。自此之后，凡米特怪物再未被目击过。

## 理论
凡米特怪物有着许多的理论，比如巨型鸟类、巨型蝙蝠或翼龙与超自然生物。另一可能则是整个事件是一场骗局或恶作剧，但由于目击者中不乏受人尊敬的人士，且未有明确证据，因此无法肯定是否与骗局和恶作剧有关。

## 相关书籍
《The Van Meter Visitor: A True and Mysterious Encounter with the Unknown》，2013 年出版书籍，作者：查德·刘易斯（Chad Lewis）、 诺厄·沃斯（Noah Voss）、 凯文·李·纳尔逊（Kevin Lee Nelson）。